# Баторії (династія)
Баторії (угор. Báthory, пол. Batory) — угорський шляхетний рід відгалуження з роду Гуткелед, який відігравав значну роль в Центральній Європі в пізньому середньовіччі.
Вони посідали вищі військові звання, адміністративні та церковні посади у складі Угорського королівства. Пізніше, на початку нового часу, родина принесла кілька князів Трансильванії і одного короля Польщі.
Походять з міста Шомльо, де знаходився їхній фамільний замок. Замок був побудований Міклошем Баторі на початку XIII століття і вперше згадується під 1319 роком. Після того як Баторі у 1592 році побудували собі особняк в місті, замок занепав і нині зруйнований. 
Останні представники роду Баторі жили на початку XVII століття в Речі Посполитій. Графиня Софія, остання з Баторі, була дружиною Дьєрдя II Ракоці. Вона померла в замку Паланок в 1680 році.

## Походження

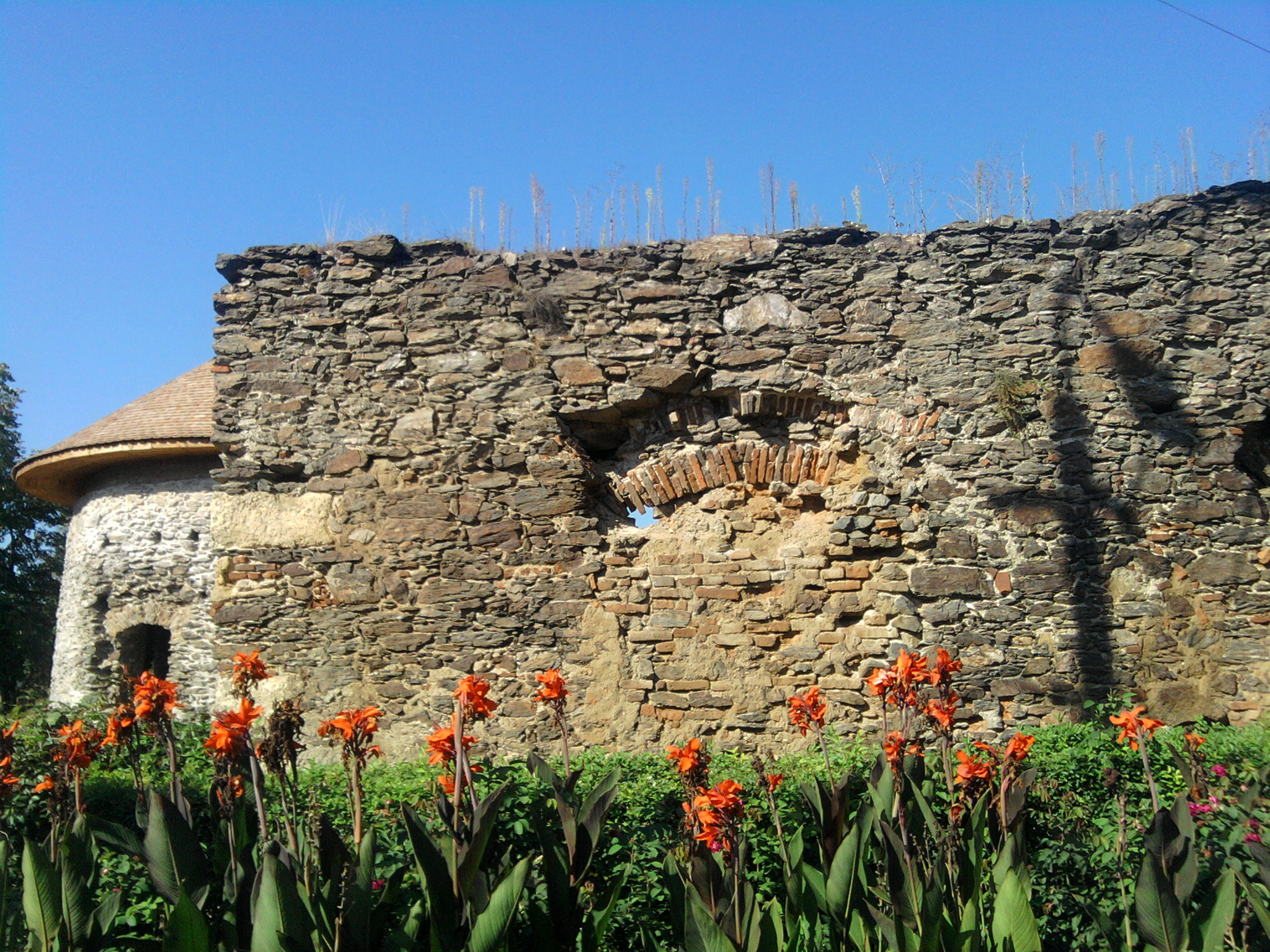
Руїни замку Баторі в Шомльо

Баторі є відгалуженням роду Гуткелед, засновниками якого були швабські брати Гут і Келед, які іммігрували до Угорщини з району замку Стоф (ймовірно, Штауфен ім Брайсгау або Гогенштауфен в Вюртемберзі) під час правління короля Петра Орсеоло (правив 1038-1046) який сам був частково венеційського походження.
Власне рід Баторі веде початок від Андраша Лисого з Ракомаза, який згаданий в 1250 році, як покровитель монастиря Шарвар в комітаті Сатмар. В 1279 році король Ласло IV нагородив брата Андраша Ходаша і синів Андраша Дьєрдя (? — 1307), Бенедикта (? — 1321) і Берека (? — 1322) за їх військові заслуги замком Батор в комітаті Сабольч. Батор до того моменту був володінням Вайди, сина лангош, який одружився з родичкою Андраша, але не залишив спадкоємців. В 1310 році Берек став повноправним власником Батора, після чого його нащадки почали іменуватися Баторій.

## Гілки
Родина Берека розділилися на кілька гілок. Найстарша гілка — Баторі-Шомльо, походить від Ласло (? — 1373), сина Яноша, графа Сатмара, який був старшим сином Берека. Ласло, граф Саболч, одружився з Ганною Мед'єші і отримав у придане замок Шомьо. Брат Ласло Дьордь був засновником роду Шімолін або Баторі-Шімолін. Подальший розділ гілки стався при правнуках Ласло: Янош та Іштван стали засновниками роду Баторі-Санісльофі, Міклош же продовжив лінію Баторі-Шомльо.
Молодша гілка — Баторі-Ечеда — походить від Льокоша, молодшого сина Берека. Льокош володів землями в Сатмарі, а після отримав від короля Карла Роберта ще й Ечеда, де побудував замок Хюсеґ. Іноді ця гілка називається Ньїрбатор (Нові Баторі).

## Легенда і герб

Герб однієї з представників Баторі — Елізабет Баторі

Згідно з легендою, один з перших представників роду Вітус Гуткелед зголосився вбити дракона, який оселився в болотах і полював на місцеве населення. Вітус убив його трьома ударами свого списа і в нагороду отримав замок. Вдячні люди прозвали його Батор (по-угорськи, мужній) і «animus magnanimus». В 1325 році сини Берека отримали герб, який був пов'язаний з цією легендою: три горизонтальних зуба дракона, який тримає щит і обвиває шию своїм хвостом.

## Представники родини Баторі
Найбільш відомими членами цієї родини були:
- Іштван V Баторі — трансильванський воєвода, в 1467 році очолював невдалий похід на Молдавію;
- Іштван Баторі(1477—1534) — воєвода Трансильванії;
- Криштоф I Баторі(1530–1581) — князь Трансильванії (в період з 1576 по 1581 роки);
- Стефан Баторій (1533—1586) — король польський і великий князь литовський; князь Трансильванії;
- Анна Баторі — сестра короля Стефана Баторія, матір Єлизавети Баторі;
- Елізабет Баторі (1560—1614) — графиня, племінниця Стефана Баторія;
- Вероніка Баторі (1551—1600) — дочка польського короля Стефана Баторія, князя Трансильванії та короля Польщі;
- Жигмонд Баторі (1572—1613) — князь Трансильванії (в період з 1581 по 1603 роки).